# Isojoki (vattendrag i Finland, Mellersta Österbotten)
Isojoki är ett vattendrag i Finland.   Det ligger i landskapet Mellersta Österbotten, i den centrala delen av landet, 400 km norr om huvudstaden Helsingfors.